# Mistrovství Československa v atletice 1950
Mistrovství ČSR mužů a žen v atletice 1950 v kategoriích mužů a žen se konalo 12. srpna až 13. srpna v Bratislavě.

## Medailisté

### Muži
| Soutěž                                   | Zlato                                                                                            | Stříbro                                                                 | Bronz                                                                             |
| 100 m                                    | Miroslav Horčic 10,9                                                                             | Zdeněk Pospíšil 11,0                                                    | František Brož 11,0                                                               |
| 200 m                                    | Leopold Láznička 22,4                                                                            | Miroslav Horčic 22,5                                                    | Jan Perek 22,7                                                                    |
| 400 m                                    | Aleš Poděbrad 49,5                                                                               | Leopold Láznička 49,8                                                   | Milan Fillo 50,8                                                                  |
| 800 m                                    | Václav Aim 1:54,2                                                                                | Otto Melichařík 1:54,5                                                  | Čestmír Kodrle 1:55,1                                                             |
| 1500 m                                   | Václav Čevona 3:54,2                                                                             | Jaroslav Slavíček 3:56,0                                                | Miroslav Koubek 3:56,2                                                            |
| 5000 m                                   | Emil Zátopek 14:11,6                                                                             | Milan Švajgr 15:00,2                                                    | Emil Bacigal 15:06,2                                                              |
| 10 000 m                                 | Jaroslav Liška 32:08,0                                                                           | Miloš Tomis 32:20,6                                                     | František Žanta 32:35,2                                                           |
| 110 m př.                                | Milan Tošnar 15,1                                                                                | Antonín Honzík 15,9                                                     | Jan Mrázek 15,9                                                                   |
| 400 m př.                                | Miloslav Moravec 55,8                                                                            | Alois Krul 56,7                                                         | Alexej Čižmář 56,8                                                                |
| 3000 m př. Praha 6. 8. 1950              | Jindřich Roudný 9:29,6                                                                           | Miloš Tomis 9:52,4                                                      | Andrej Takáč 10:03,6                                                              |
| 4 × 100 m                                | Stanislav Petrlíček Jaroslav Fikejz Miroslav Horčic Leopold Láznička Bratrství Sparta Praha 42,7 | František Brož Jan Perek Karel Bažant Oldřich Kvapil ATK Praha 43,0     | Jiří David Zdeněk Pospíšil Milan Tošnar Radmil Koupán Včela Brno 43,3             |
| 4 × 400 m                                | Čestmír Kodrle Antonín Bechyně Bohumil Pospíšil Aleš Poděbrad ATK Praha 3:23,8                   | Jiří Horáček Pavel Formánek Ivo Štěch Jiří Vaněk Sokol Vinohrady 3:26,8 | Milan Friš Antonín Honzík Alfréd Stržínek Zdeněk Fiala Dynamo Slavia Praha 3:29,0 |
| Skok do výšky                            | Miroslav Švábovský 185 cm                                                                        | Rudolf Šejnoha 185 cm                                                   | Štefan Tonko 185 cm                                                               |
| Skok o tyči                              | Antonín Saxa 400 cm                                                                              | Miroslav Krejcar 375 cm                                                 | Miroslav Tauš 365 cm                                                              |
| Skok daleký                              | Jaroslav Fikejz 707 cm                                                                           | Lubomír Man 685 cm                                                      | Gustáv Rendko 673 cm                                                              |
| Trojskok                                 | Zdeněk Kubý 14,46 m                                                                              | František Kubíček 13,96 m                                               | Zdislav Slezák 13,58 m                                                            |
| Vrh koulí                                | Čestmír Kalina 15,15 m                                                                           | Vladimír Jirout 14,91 m                                                 | Jaroslav Knotek 14,65 m                                                           |
| Hod diskem                               | Alojz Kormúth 45,06 m                                                                            | Jaroslav Knotek 44,30 m                                                 | Vladislav Bosák 42,87 m                                                           |
| Hod kladivem                             | Jaroslav Knotek 54,69 m                                                                          | Jiří Dadák 53,94 m                                                      | Jan Kypta 49,20 m                                                                 |
| Hod oštěpem                              | Lumír Kiesewetter 66,88 m                                                                        | Josef Haferník 64,25 m                                                  | Luděk Wünsch 64,00 m                                                              |
| 10 km chůze Praha 16. 7. 1950            | Jindřich Malý 49:44,6                                                                            | Jaroslav Kočí 50:21,8                                                   | František Princ 51:23,2                                                           |
| 50 km chůze Praha – Poděbrady 6. 8. 1950 | Josef Doležal 4:28:25,6                                                                          | Otakar Buhl 4:43:25,6                                                   | František Princ 5:00:45,2                                                         |
| Desetiboj Praha 5. – 6. 8. 1950          | Zbyněk Příhoda 6223 bodů                                                                         | František Kubíček 6058 bodů                                             | Jan Šnajdr 5999 bodů                                                              |
| Maratonský běh Košice 29. 10. 1950       | Jindřich Novák 2:40:15,2                                                                         | Václav Weisshäutel 2:42:38,0                                            | František Augustín 2:43:20,2                                                      |

### Ženy
| Soutěž                                 | Zlato                                                                                            | Stříbro                                                                              | Bronz                                                                                       |
| 100 m                                  | Dagmar Tesaříková 13,1                                                                           | Danuše Hiklová 13,1                                                                  | Jiřina Henzlová 13,3                                                                        |
| 200 m                                  | Olga Modrachová 27,3                                                                             | Danuše Hiklová 27,5                                                                  | Dagmar Tesaříková 28,1                                                                      |
| 800 m                                  | Krista Junková 2:25,5                                                                            | Bedřiška Müllerová 2:26,1                                                            | Jitka Procházková 2:37,4                                                                    |
| 80 m př.                               | Olga Modrachová 12,5                                                                             | Anna Plšková 12,9                                                                    | Danuše Hiklová 12,9                                                                         |
| 4 × 100 m                              | Dagmar Tesaříková Jiřina Henzlová Miloslava Hulová Olga Modrachová Bratrství Sparta Praha 51,9   | Jaroslava Jungrová Věra Rendlová Soňa Reichová Lenka Petrlíková Sokol Vinohrady 53,1 | Alexandra Ustohalová Zdeňka Jílková Hrdličková Drahomíra Popelková Včela Brno 53,5          |
| 4 × 200 m                              | Dagmar Tesaříková Miloslava Hulová Jiřina Henzlová Olga Modrachová Bratrství Sparta Praha 1:50,0 | Alexandra Ustohalová Zdeňka Jílková Hrdličková Drahomíra Popelková Včela Brno 1:55,6 | Oldřiška Zámostná Zora Hoščálková Smorádková Ludvika Zavadilová Sokol Hradec Králové 1:57,2 |
| Skok do výšky                          | Olga Modrachová 153 cm                                                                           | Libuše Žáková 148 cm                                                                 | Irena Voznicová-Primosighová 148 cm                                                         |
| Skok daleký                            | Zlata Rozkošná 518 cm                                                                            | Anna Plšková 492 cm                                                                  | Danuše Klesnilová 490 cm                                                                    |
| Vrh koulí                              | Jaroslava Komárková 12,78 m                                                                      | Jaroslava Jungrová 12,66 m                                                           | Adéla Macháčková 12,55 m                                                                    |
| Hod diskem                             | Jaroslava Jungrová 43,25 m                                                                       | Anna Stachovičová 37,85 m                                                            | Marie Hrubá 36,22 m                                                                         |
| Hod oštěpem                            | Dana Zátopková 46,80 m                                                                           | Dagmar Volfová 37,27 m                                                               | Libuše Žáková 34,64 m                                                                       |
| Pětiboj Ústí nad Labem 8. – 9. 8. 1953 | Olga Modrachová 318 bodů                                                                         | Anna Plšková 303 bodů                                                                | Soňa Reichová 250 bodů                                                                      |